# 妖精のメロディ
- 妖精のメロディ
- 妖精のメロディー

「妖精のメロディ」 (ようせいのメロディ、Turn the Beat Around)は、ヴィッキー・スー・ロビンソンの楽曲。

## 解説
デビュー・アルバム『ネヴァ・ゴナ・レット・ユー・ゴー』に収録されている楽曲で、シングルとしてもリリースされた。全米ビルボードホット100では第10位まで上昇するなど自身最大のヒットとなった。

## グロリア・エステファンのバージョン
1994年にはグロリア・エステファンによるカバー・バージョンが発表された。エステファンのバージョンは同年に公開されたアメリカ映画『スペシャリスト』の主題歌として起用されたほか、自身通算15枚目となるスタジオ・アルバム『ホールド・ミー、スリル・ミー、キス・ミー』から1枚目のシングルとしてリリースされた。

### 収録曲
1. ターン・ザ・ビート・アラウンド（シングル・ヴァージョン）
2. ターン・ザ・ビート・アラウンド（ダミアンズ・レイディオ・エディット）
3. ターン・ザ・ビート・アラウンド（DEFコンガ・ミックス）
4. ターン・ザ・ビート・アラウンド（ターン・ザ・ベース・アラウンド・ミックス）

## その他のカバー、サンプリング
- ローラ・ブラニガン（1990年）
- ダニー・ミノーグ（2005年）
「妖精のメロディ」をサンプリングした「ターン・ミー・アップサイド・ダウン」にダニーのヴォーカルを付けた「パーフェクション」をリリース。